# Wijken en buurten in Nederweert
De Nederlandse gemeente Nederweert is voor statistische doeleinden onderverdeeld in wijken en buurten. De gemeente is verdeeld in de volgende statistische wijken:
- Wijk 00 Nederweert (CBS-wijkcode:094600)
- Wijk 01 Budschop (CBS-wijkcode:094601)
- Wijk 02 Ospel (CBS-wijkcode:094602)
- Wijk 03 Nederweert-Eind (CBS-wijkcode:094603)
- Wijk 04 Leveroy (CBS-wijkcode:094604)

Een statistische wijk kan bestaan uit meerdere buurten. Onderstaande tabel geeft de buurtindeling met kentallen volgens het Centraal Bureau voor de Statistiek (2008):
| CBS-buurtcode | Buurtnaam                          | Inwonertal | Opp. totaal (ha) | Opp. land (ha) | Ligging                |
| ------------- | ---------------------------------- | ---------- | ---------------- | -------------- | ---------------------- |
| BU09460000    | Nederweert                         | 6860       | 304              | 295            | Locatie in de gemeente |
| BU09460007    | Boeket-Heijsterstraat-Booldersdijk | 410        | 2011             | 2010           | Locatie in de gemeente |
| BU09460008    | Strateris-Bosserstraat-Lage Kuilen | 580        | 818              | 813            | Locatie in de gemeente |
| BU09460009    | Schoor-Roeven-Kraan                | 350        | 350              | 341            | Locatie in de gemeente |
| BU09460100    | Budschop                           | 1550       | 180              | 175            | Locatie in de gemeente |
| BU09460109    | Winnerstraat-Eindhovensebaan       | 230        | 480              | 472            | Locatie in de gemeente |
| BU09460200    | Ospel                              | 2440       | 139              | 139            | Locatie in de gemeente |
| BU09460201    | Ospeldijk                          | 400        | 54               | 54             | Locatie in de gemeente |
| BU09460207    | Nieuwstraat-Horick-Kampersweg      | 590        | 695              | 695            | Locatie in de gemeente |
| BU09460208    | Waatskamp-Waatskamperheide         | 400        | 572              | 564            | Locatie in de gemeente |
| BU09460209    | Moostdijk-Kruisvennendijk          | 250        | 1542             | 1487           | Locatie in de gemeente |
| BU09460300    | Eind                               | 1320       | 295              | 284            | Locatie in de gemeente |
| BU09460309    | Aan 't Kruis-Banen                 | 270        | 1674             | 1639           | Locatie in de gemeente |
| BU09460400    | Leveroy                            | 900        | 431              | 431            | Locatie in de gemeente |
| BU09460409    | Leveroyseheide-Mildert             | 120        | 633              | 628            | Locatie in de gemeente |